# Sant Josep del Pujol de Dalt
Sant Josep del Pujol de Dalt és la capella de la masia del Pujol de Dalt, de l'antic terme comunal de Montalbà dels Banys, del terme actual dels Banys d'Arles i Palaldà, a la comarca del Vallespir (Catalunya del Nord).
Està situada al costat nord de la masia del Pujol de Dalt.
És una petita capella de finals de l'edat moderna, d'una sola nau amb absis de planta semicircular a ponent. La façana principal és a llevant, i està coronada per un petit campanar d'espadanya d'un sol arc.